# Юсупов, Гайса Галиакберович
Гайса Галиакберович Юсупов (баш. Йосопов Ғайса Ғәлиәкбәр улы; 21 мая 1905, Давлеткулово, Уфимская губерния — 19 августа 1941, Кексгольмский район) — советский башкирский поэт и военный врач.

## Биография
Гайса Юсупов родился 21 мая 1905 года в деревне Давлеткулово (ныне Мелеузовский район Башкортостана) в бедной крестьянской семье. После эпидемии холеры 1920 года остался круглым сиротой в возрасте 15 лет. Воспитывался в Стерлитамакском детском доме. Вскоре был направлен во Владивосток, где он работал на спичечной фабрике.
Вернувшись в Уфу в 1923 году, поступил в башкирскую школу-интернат для детей-сирот имени В. И. Ленина. В 1927 году окончил школу и поступил на Уфимский рабфак, который он окончил в 1930 году. В 1930—1934 годах учился в Ленинградской военно-медицинской академии. После окончания учёбы работал военным врачом-хирургом, был направлен в один из погранотрядов на южную границу страны. Принимал участие в боях на Халхин-Голе и в Советско-финской войне.
После начала Великой Отечественной войны пошёл на фронт в качестве военного врача третьего ранга, работал в госпитале.
Погиб 19 августа 1941 года во время налёта немецкой авиации на госпиталь. Похоронен в братской могиле у посёлка Миньковка Приозерского района Ленинградской области.

## Творчество
Писать стихи начал во время учёбы на Уфимском рабфаке. Сначала его стихи были посвящены преимущественно переменам в деревне. Творческому развитию Юсупова способствовало и то, что время учёбы рабфаковцы посещали театры, другие культурные мероприятия, встречались с башкирскими писателями и поэтами.
В 1932 году выходит его первый сборник стихов «Төҙөгәндә» («В строительстве»), в котором Юсупов прославляет строителей социализма. В 1934 году выходит в свет его небольшая книга стихов для детей «Бәрүәз һәм өй ҡуяндары» («Фарваз и кролики»). После поступления в военно-медицинскую академию Юсупов продолжает писать стихи, основными темами его произведений становятся город и оборона страны.

## Память
Когда в начале 1930-х годов скульптор Матвей Манизер работал над памятником Чапаеву в Самаре, он выбрал слушателя Ленинградской военно-медицинской академии Гайсу Юсупова для создания образа красногвардейца-башкира, поднимающегося с земли. Юсупов позировал скульптору при работе над памятником. Памятник Чапаеву был открыт в 1932 году. Его копия позднее была установлена в Санкт-Петербурге.

## Сочинения
- Төҙөгәндә: Шиғырҙар. — Өфө: Башгиз, 1932. — 28 бит.
- Бәрүәз һәм өй ҡуяндары: Шиғырҙар. — Өфө: Башгиз, 1934. — 8 бит.